# 社会党再建全国連絡会
社会党再建全国連絡会（しゃかいとうさいけんぜんこくれんらくかい）とは、1952年から1955年に活動していた日本の社会主義政党の一つ。容共、平和主義、愛国左翼を主張した。通称、社会党再建派（しゃかいとうさいけんは）。機関紙『社会主義新聞』。

## 概要
第二次世界大戦後、戦前の無産政党各派が合同して日本社会党が結成されたが、党内の左右の隔たりは大きかった。1948年には、最左派の黒田寿男らが党議に造反したため除名され労働者農民党を結党。1949年8月、足立梅市、和田敏明も除名された。足立らは労農党には合流せず、また1951年に分裂した社会党左派にも加わらず、社会党最左派の立場から党の再建を目指した。
1952年8月15日、足立らは社会党再建連絡会を結成。アメリカ帝国主義や売国反動と戦い、平和産業・自由貿易の推進を主張。「アメリカ帝国主義や売国反動となれあう」社会党を左派の立場から痛烈に批判し、日本共産党を「独立と平和のためにようしゃなく闘う」と評価した。共産党、社会党内の愛国派と共闘し、民族統一戦線を作るよう呼びかけた。自らを「愛国派」と称し、政敵を「売国」と批判したことが特徴である。
しかし、10月に行われた第25回総選挙で足立、和田の両名は落選、唯一の前職であった足立の落選で、国会に議席を失った。
翌1953年の第26回総選挙でも、第4次吉田内閣を「売国派」と批判し選挙戦に臨んだが、議席の回復はならなかった。その後は次第に政党としての活動を行わなくなり、社会党左派に吸収される形で消滅した。